# Steve Williams (calciatore)
Steve Williams (Romford, 12 luglio 1958) è un ex calciatore inglese, di ruolo centrocampista.
Assieme a Nicholas Holmes, è primatista di presenze (12) con la maglia del Southampton nelle competizioni calcistiche europee.

## Carriera

### Nazionale
Esordisce l'11 giugno 1983 contro l'Australia (0-0).

## Palmarès

### Club

#### Competizioni nazionali
- Coppa d'Inghilterra: 1

Southampton: 1975-1976
- Coppa di Lega inglese: 1

Arsenal: 1986-1987
- Coppa di Lega irlandese: 1

Derry City: 1993-1994